# Olympische Sommerspiele 1976/Hockey
Bei den XXI. Olympischen Sommerspielen 1976 in Montreal fand ein Wettkampf im Hockey statt. Austragungsort war das Stade Percival-Molson. Erstmals wurde ein Weltturnier auf Kunstrasen ausgetragen.

## Turniermodus
Es waren nur noch 12 Teilnehmer zugelassen, statt wie in den vorangegangenen Spielen 16. Qualifiziert waren die beiden Finalisten der letzten Spiele, Deutschland und Pakistan, sowie Gastgeber Kanada. Weiterhin der Sieger der Panamerikanischen Spiele 1975 Argentinien, Afrikameister Kenia, Ozeanienvertreter Neuseeland, Europameister Spanien und die Niederlande, und drei weitere Teams aufgrund der Platzierung bei der Weltmeisterschaft 1975: Indien, Malaysia und Australien. Um den letzten Platz wurde im März 1976 ein Qualifikationsturnier in Amsterdam gespielt, das Belgien gewann.
Durch den kurzfristigen Rückzug von Kenia reduzierte sich die Teilnehmerzahl auf 11. Gespielt wurde in 2 Gruppen A und B. Der Erste und Zweite jeder Gruppe spielten überkreuz das Halbfinale, ebenso die Dritten und Vierten der Gruppen (um die Plätze 5 bis 8), und die Fünften und Sechsten (um die Plätze 9 bis 12).
Da in beiden Gruppen der Zweite und Dritte punktgleich waren, wurden Entscheidungsspiele um den Einzug ins Halbfinale ausgetragen. Aufgrund der besseren Tordifferenz kam Kanada vor Argentinien auf Platz 5 in der Gruppe A. Das Überkreuz-Spiel zwischen 5.A und 6.B entfiel und Kanada qualifizierte sich automatisch für das Spiel um Platz 9.
In den Entscheidungsspielen wurden bis zu fünf Verlängerungen gespielt, wenn es unentschieden stand. Wenn immer noch keine Entscheidung gefallen war, kam es zum Siebenmeterschießen.

## Gruppe A
| Zwischen den punktgleichen Australien und Indien wurde ein Entscheidungsspiel um den zweiten Platz der Gruppe ausgetragen, das Australien im Siebenmeterschießen gewann. Die bessere Tordifferenz brachte Kanada den 5. Platz. |       |                           |                        |             |
| 18. Juli | 10:00 | Indien – Argentinien      | 4:0 (2:0)              |             |
| | 12:00 | Australien – Malaysia     | 2:0 (1:0)              |             |
| 19. Juli | 15:00 | Indien – Niederlande      | 1:3 (0:1)              |             |
| | 17:00 | Australien – Kanada       | 3:0 (2:0)              |             |
| 20. Juli | 10:00 | Niederlande – Malaysia    | 2:0 (0:0)              |             |
| | 12:00 | Argentinien – Kanada      | 1:3 (0:2)              |             |
| 21. Juli | 15:00 | Indien – Australien       | 1:6 (1:3)              |             |
| | 17:00 | Malaysia – Argentinien    | 2:0 (0:0)              |             |
| 22. Juli | 10:00 | Indien – Kanada           | 3:0 (1:0)              |             |
| | 12:00 | Australien – Niederlande  | 1:2 (0:2)              |             |
| 23. Juli | 15:00 | Niederlande – Argentinien | 1:0 (1:0)              |             |
| | 17:00 | Malaysia – Kanada         | 1:0 (0:0)              |             |
| 24. Juli | 10:00 | Indien – Malaysia         | 3:0 (2:0)              |             |
| | 12:00 | Australien – Argentinien  | 2:3 (1:1)              |             |
| 25. Juli | 17:00 | Niederlande – Kanada      | 3:1 (0:1)              |             |
| |       |                           |                        |             |
| 26. Juli | 13:00 | Australien – Indien       | 1:1 (1:1,1:1) i.S. 5:4 | um Platz 2A |

| Tabelle Gruppe A | Tabelle Gruppe A | Tabelle Gruppe A | Tabelle Gruppe A | Tabelle Gruppe A |
| Platz            | Team             | Spiele           | Tore             | Punkte           |
| ---------------- | ---------------- | ---------------- | ---------------- | ---------------- |
| 1.               | Niederlande      | 5                | 11:03            | 10               |
| 2.               | Australien       | 5                | 14:06            | 6                |
| 2.               | Indien           | 5                | 12:09            | 6                |
| 4.               | Malaysia         | 5                | 03:07            | 4                |
| 5.               | Kanada           | 5                | 04:11            | 2                |
| 6.               | Argentinien      | 5                | 04:12            | 2                |

## Gruppe B
| Zwischen den punktgleichen Neuseeland und Spanien wurde ein Entscheidungsspiel um den zweiten Platz der Gruppe ausgetragen, das Neuseeland nach Verlängerung gewann. |       |                          |                     |             |
| 18. Juli | 15:00 | Pakistan – Belgien       | 5:0 (1:0)           |             |
| | 17:00 | Deutschland – Neuseeland | 1:1 (0:0)           |             |
| 19. Juli | 10:00 | Pakistan – Spanien       | 2:2 (1:1)           |             |
| 20. Juli | 15:00 | Spanien – Neuseeland     | 1:1 (1:0)           |             |
| 21. Juli | 10:00 | Pakistan – Deutschland   | 4:2 (2:1)           |             |
| | 12:00 | Neuseeland – Belgien     | 2:1 (1:0)           |             |
| 22. Juli | 17:00 | Deutschland – Spanien    | 1:4 (1:3)           |             |
| 23. Juli | 10:00 | Spanien – Belgien        | 2:3 (1:1)           |             |
| 24. Juli | 15:00 | Pakistan – Neuseeland    | 5:2 (4:1)           |             |
| | 17:00 | Deutschland – Belgien    | 6:1 (3:1)           |             |
| |       |                          |                     |             |
| 26. Juli | 17:00 | Spanien – Neuseeland     | 0:1 (0:0,0:0) n. V. | um Platz 2B |

| Tabelle Gruppe B | Tabelle Gruppe B | Tabelle Gruppe B | Tabelle Gruppe B | Tabelle Gruppe B |
| Platz            | Team             | Spiele           | Tore             | Punkte           |
| ---------------- | ---------------- | ---------------- | ---------------- | ---------------- |
| 1.               | Pakistan         | 4                | 16:06            | 7                |
| 2.               | Neuseeland       | 4                | 06:08            | 4                |
| 2.               | Spanien          | 4                | 09:07            | 4                |
| 4.               | Deutschland      | 4                | 10:10            | 3                |
| 5.               | Belgien          | 4                | 05:15            | 2                |

## Qualifikation
| Beide Halbfinale wurden von den Gruppenzweiten gewonnen. |       |                          |                     |            |
| 28. Juli                                                 | 12:00 | Belgien – Argentinien    | 3:2 n. V. (2:2,1:1) | Platz 9–11 |
|                                                          | 15:00 | Pakistan – Australien    | 1:2 (1:1)           | Halbfinale |
|                                                          | 17:00 | Niederlande – Neuseeland | 1:2 n. V. (1:1,1:1) | Halbfinale |
| 29. Juli                                                 | 12:00 | Spanien – Malaysia       | 2:1 (1:0)           | Platz 5–8  |
|                                                          | 17:00 | Indien – Deutschland     | 2:3 (1:0)           | Platz 5–8  |

## Finale
| 29. Juli | 10:00 | Kanada – Belgien        | 2:3 n. V. (2:2,1:0) | um Platz 9 |
| 30. Juli | 10:00 | Indien – Malaysia       | 2:0 (0:0)           | um Platz 7 |
|          | 12:00 | Deutschland – Spanien   | 9:1 (2:1)           | um Platz 5 |
|          | 15:00 | Niederlande – Pakistan  | 2:3 (1:1)           | um Platz 3 |
|          | 17:00 | Neuseeland – Australien | 1:0 (0:0)           | Endspiel   |

| Rangliste | Rangliste      |
| Platz     | Team           |
| --------- | -------------- |
| 1.        | Neuseeland     |
| 2.        | Australien     |
| 3.        | Pakistan       |
| 4.        | Niederlande    |
| 5.        | BR Deutschland |
| 6.        | Spanien        |
| 7.        | Indien         |
| 8.        | Malaysia       |
| 9.        | Belgien        |
| 10.       | Kanada         |
| 11.       | Argentinien    |

## Medaillengewinner
| | | | 4 |
| Neuseeland | Australien | Pakistan | Niederlande |
| --- | --- | --- | --- |
| Paul Ackerley Arthur Borren Alan Chesney Alan McIntyre John Christensen Greg Dayman Tony Ineson Barry Maister Selwyn Maister Trevor Manning Arthur Parkin Ramesh Patel Jeff Archibald Mohan Patel Les Wilson | Robert Haigh Ric Charlesworth David Bell Terry Walsh Greg Browning Wayne Hammond Jim Irvine Malcolm Poole Robert Proctor Ronald Riley Trevor Smith Douglas Golder lan Cooke Barry Dancer | Manzoor Hassan Munawaruz Zaman Saleem Nazim Rasool Akhtar Iftikhar Ahmed Syed Islah Islahuddin Samiulah Khan Hanif Khan Manzoor Hussain Abdul Rashid Gamar Zia Mudassar Asghar Saleem Sherwani Shanaz Sheikh Arshad Mahmood Arshad Ali Chaudry | Maarten Sikking André Bolhuis Tim Steens Geert van Eijk Theodoor Doyer Coen Kranenberg Rob Toft Wouter Leefers Hans Jorritsma Hans Kruize Jan Albers Paul Litjens Imbert Jebbink Ron Steens Bart Taminiau Wouter Kan |